# Ronneby
Ronneby è una cittadina della Svezia meridionale, capoluogo del comune omonimo, nella contea di Blekinge; nel 2005 aveva una popolazione di 11 767 abitanti, su un'area di 7,66 km².